# Sports Car Challenge at Mid-Ohio 2018
Navigation
Édition précédente Édition suivante
Le Sports Car Challenge at Mid-Ohio 2018 (officiellement appelé le 2018 Acura Sports Car Challenge) a été une course de voitures de sport organisée sur le Mid-Ohio Sports Car Course en Ohio, aux États-Unis, qui s'est déroulée le 6 mai 2018. Il s'agissait de la quatrième manche du championnat WeatherTech SportsCar Championship 2018 et toutes les catégories de voitures du championnat ont participé à la course.

## Circuit

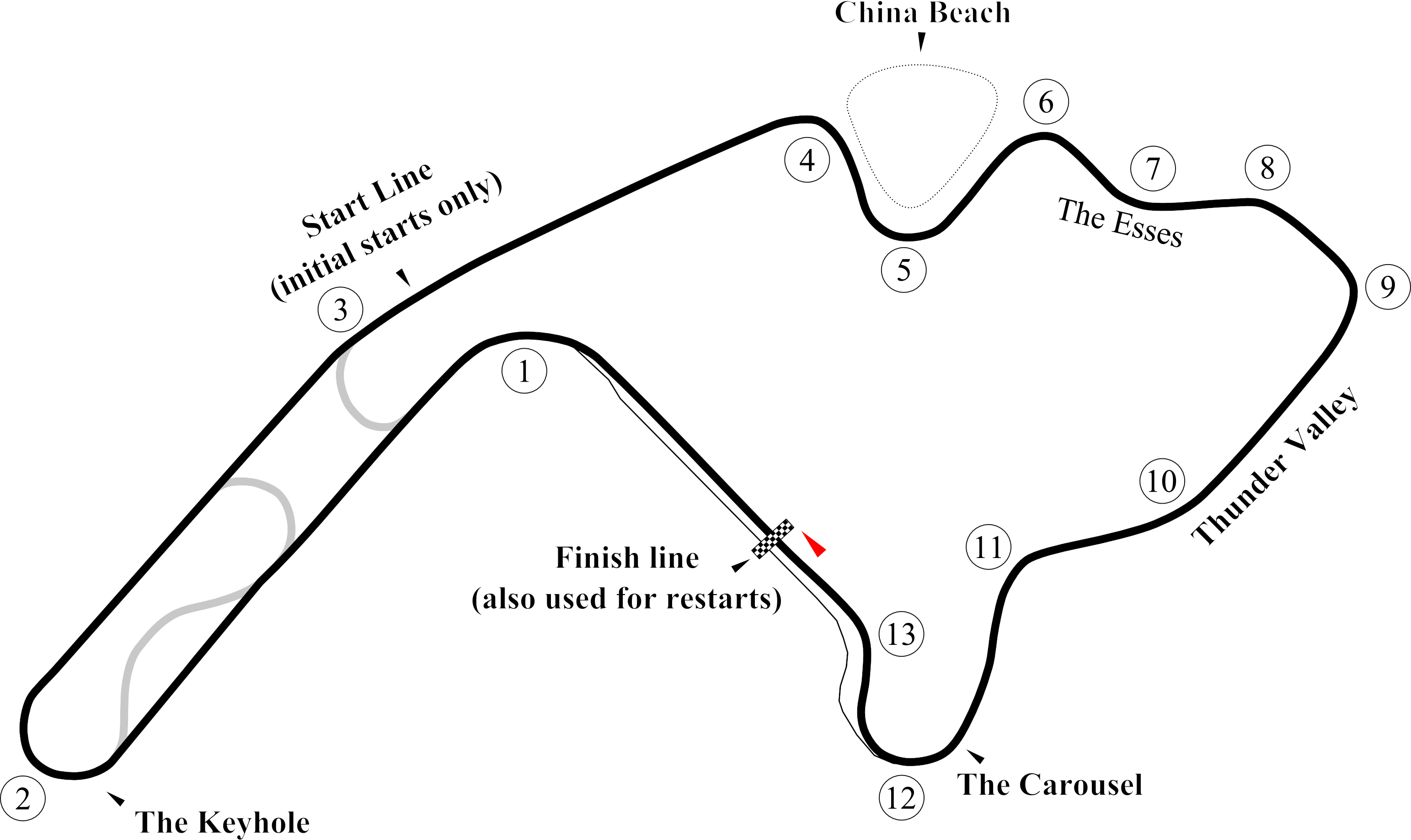
Mid-Ohio Sports Car Course

Le Sports Car Challenge at Mid-Ohio 2018 s'est déroulé sur le Mid-Ohio Sports Car Course situé en Ohio. Il s'agit d'un circuit automobile situé à Troy Township, dans le Comté de Morrow en Ohio. Le circuit comprend 15 virages et à une longueur de 3,86 km. La partie la plus rapide du circuit permet d'atteindre des vitesses approchant les 290 km/h. Il y a une tribune ayant une capacité de 10 000 spectateurs et les trois monticules d'observation le long du circuit permet d'augmenter la capacité d'accueil à plus de 75 000 spectateurs.

## Contexte avant la course
Le circuit du Mid-Ohio Sports Car Course n'avait pas connu de course de voitures de sport depuis un certain nombre d'années. En effet, il faut remonter aux Rolex Sports Car Series 2013 pour trouver trace de la dernière course.
Lors des trois premières épreuves de la saison, les performances des DPi avaient été supérieures aux LMP2 dans la catégorie prototype. De ce fait, un 4e ajustement consécutif de la balance de performances a été introduit. De ce fait, les Voitures DPi ayant un moteur turbocompressé ont vu la pression de nouveau limitée. Les voitures ayant un moteur atmosphérique auront un restricteur de dimension plus réduite par rapport aux courses précédentes. La capacité des réservoirs a également été revue à la baisse pour les DPi. Il est estimé que les DPi ont perdu entre 40 et 50 chevaux depuis la première manche de la saison, les 24 Heures de Daytona.
La plus grande absence dans la classe prototype aura été la Cadillac DPi-V.R du Spirit of Daytona Racing qui avait été sévèrement endommagée lors d'une sortie de piste de Tristan Vautier lors des 12 Heures de Sebring. La Cadillac DPi-V.R avait été reconstruite à la suite de l'accident mais Tristan Vautier et Matthew McMurry avait participé à un test de deux jours à Watkins Glen afin de préparer leur retour aux 6 Heures de Watkins Glen au lieu de participer au Sports Car Challenge at Mid-Ohio 2018. La liste des engagés en Prototype et en GTLM était la même que pour le Grand Prix automobile de Long Beach.

## Engagés
La liste officielle des engagés était composée de 34 voitures, dont 14 en Prototypes, 8 en Grand Touring Le Mans et 12 en Grand Touring Daytona.

## Essais libres

### Première séance, le vendredi de 09 h 45 à 10 h 45
| Pos. | Classe | N°  | Écurie                                 | Temps                        | Tours |
| ---- | ------ | --- | -------------------------------------- | ---------------------------- | ----- |
| 1    | P      | 7   | Acura Team Penske                      | 1 min 13 s 601 (au 13e tour) | 35    |
| 2    | P      | 6   | Acura Team Penske                      | 1 min 14 s 089 (au 10e tour) | 33    |
| 3    | P      | 5   | Mustang Sampling Racing                | 1 min 14 s 608 (au 20e tour) | 40    |
| 15   | GTLM   | 912 | Porsche GT Team                        | 1 min 20 s 148 (au 8e tour)  | 34    |
| 16   | GTLM   | 3   | Corvette Racing                        | 1 min 20 s 467 (au 13e tour) | 32    |
| 17   | GTLM   | 24  | BMW Team RLL                           | 1 min 20 s 704 (au 15e tour) | 30    |
| 18   | GTD    | 96  | Turner Motorsport                      | 1 min 20 s 803 (au 13e tour) | 35    |
| 19   | GTD    | 93  | Meyer Shank Racing avec Curb Agajanian | 1 min 20 s 827 (au 11e tour) | 31    |
| 24   | GTD    | 15  | 3GT Racing                             | 1 min 21 s 256 (au 6e tour)  | 33    |

### Deuxième séance, le vendredi de 15 h 00 à 16 h 00
| Pos. | Classe | N° | Équipe                                 | Temps                        | Tours |
| ---- | ------ | -- | -------------------------------------- | ---------------------------- | ----- |
| 1    | P      | 6  | Acura Team Penske                      | 1 min 36 s 867 (au 10e tour) | 14    |
| 2    | P      | 7  | Acura Team Penske                      | 1 min 36 s 997 (au 9e tour)  | 14    |
| 3    | P      | 10 | Konica Minolta Cadillac DPi-V.R        | 1 min 37 s 215 (au 5e tour)  | 13    |
| 7    | GTLM   | 67 | Porsche GT Team                        | 1 min 40 s 961 (au 8e tour)  | 13    |
| 8    | GTLM   | 62 | Corvette Racing                        | 1 min 41 s 487 (au 7e tour)  | 12    |
| 10   | GTLM   | 66 | Corvette Racing                        | 1 min 42 s 807 (au 9e tour)  | 15    |
| 17   | GTD    | 15 | Mercedes-AMG Team Riley Motorsports    | 1 min 44 s 420 (au 8e tour)  | 14    |
| 18   | GTD    | 93 | SunEnergy1 Racing                      | 1 min 44 s 452 (au 8e tour)  | 13    |
| 22   | GTD    | 58 | Meyer Shank Racing avec Curb Agajanian | 1 min 45 s 717 (au 6e tour)  | 14    |

### Troisième séance, le samedi de 08 h 35 à 09 h 35
| Pos. | Classe | N°  | Équipe             | Temps                        | Tours |
| ---- | ------ | --- | ------------------ | ---------------------------- | ----- |
| 1    | P      | 6   | Acura Team Penske  | 1 min 12 s 675 (au 17e tour) | 32    |
| 2    | P      | 7   | Acura Team Penske  | 1 min 12 s 763 (au 42e tour) | 42    |
| 3    | P      | 55  | Mazda Team Joest   | 1 min 13 s 767 (au 23e tour) | 34    |
| 15   | GTLM   | 912 | Porsche GT Team    | 1 min 18 s 590 (au 35e tour) | 36    |
| 16   | GTLM   | 3   | Corvette Racing    | 1 min 18 s 972 (au 22e tour) | 37    |
| 17   | GTLM   | 24  | BMW Team RLL       | 1 min 19 s 111 (au 16e tour) | 36    |
| 23   | GTD    | 48  | Paul Miller Racing | 1 min 18 s 590 (au 35e tour) | 36    |
| 24   | GTD    | 14  | 3GT Racing         | 1 min 18 s 972 (au 22e tour) | 37    |
| 25   | GTD    | 15  | 3GT Racing         | 1 min 19 s 111 (au 16e tour) | 36    |

## Qualifications
| Pos. | Classe | N°  | Écurie                                 | Pilote                | Temps          | Écart     | Tours |
| ---- | ------ | --- | -------------------------------------- | --------------------- | -------------- | --------- | ----- |
| 1    | P      | 7   | Acura Team Penske                      | Hélio Castroneves     | 1 min 11 s 837 |           | 11    |
| 2    | P      | 6   | Acura Team Penske                      | Dane Cameron          | 1 min 11 s 984 | + 0 s 147 | 9     |
| 3    | P      | 77  | Mazda Team Joest                       | Oliver Jarvis         | 1 min 12 s 339 | + 0 s 502 | 12    |
| 4    | P      | 55  | Mazda Team Joest                       | Jonathan Bomarito     | 1 min 12 s 596 | + 0 s 759 | 12    |
| 5    | P      | 10  | Konica Minolta Cadillac DPi-V.R        | Renger van der Zande  | 1 min 12 s 600 | + 0 s 763 | 7     |
| 6    | P      | 5   | Mustang Sampling Racing                | João Barbosa          | 1 min 12 s 943 | + 1 s 106 | 12    |
| 7    | P      | 52  | AFS/PR1 Mathiasen Motorsports          | Gustavo Yacamán       | 1 min 12 s 982 | + 1 s 145 | 9     |
| 8    | P      | 99  | JDC Miller Motorsports                 | Mikhail Goikhberg     | 1 min 13 s 035 | + 1 s 198 | 10    |
| 9    | P      | 85  | JDC Miller Motorsports                 | Robert Alon           | 1 min 13 s 156 | + 1 s 319 | 5     |
| 10   | P      | 38  | Performance Tech Motorsports           | James French          | 1 min 13 s 365 | + 1 s 528 | 10    |
| 11   | P      | 22  | Tequila Patrón ESM                     | Johannes van Overbeek | 1 min 13 s 532 | + 1 s 695 | 12    |
| 12   | P      | 31  | Whelen Engineering Racing              | Eric Curran           | 1 min 13 s 583 | + 1 s 746 | 11    |
| 13   | P      | 2   | Tequila Patrón ESM                     | Scott Sharp           | 1 min 14 s 347 | + 2 s 510 | 11    |
| 14   | P      | 54  | CORE Autosport                         | Jon Bennett           | 1 min 14 s 351 | + 2 s 514 | 10    |
| 15   | GTLM   | 24  | BMW Team RLL                           | John Edwards          | 1 min 17 s 853 |           | 5     |
| 16   | GTLM   | 911 | Porsche GT Team                        | Nick Tandy            | 1 min 17 s 919 | + 0 s 066 | 8     |
| 17   | GTLM   | 25  | BMW Team RLL                           | Alexander Sims        | 1 min 17 s 932 | + 0 s 079 | 8     |
| 18   | GTLM   | 912 | Porsche GT Team                        | Earl Bamber           | 1 min 18 s 021 | + 0 s 168 | 10    |
| 19   | GTLM   | 3   | Corvette Racing                        | Antonio García        | 1 min 18 s 114 | + 0 s 261 | 8     |
| 20   | GTLM   | 66  | Ford Chip Ganassi Racing               | Dirk Müller           | 1 min 18 s 207 | + 0 s 354 | 8     |
| 21   | GTLM   | 67  | Ford Chip Ganassi Racing               | Ryan Briscoe          | 1 min 18 s 333 | + 0 s 480 | 9     |
| 22   | GTLM   | 4   | Corvette Racing                        | Tommy Milner          | 1 min 18 s 452 | + 0 s 599 | 8     |
| 23   | GTD    | 15  | 3GT Racing                             | Jack Hawksworth       | 1 min 19 s 317 |           | 7     |
| 24   | GTD    | 14  | 3GT Racing                             | Kyle Marcelli         | 1 min 19 s 370 | + 0 s 053 | 7     |
| 25   | GTD    | 48  | Paul Miller Racing                     | Madison Snow          | 1 min 19 s 882 | + 0 s 565 | 9     |
| 26   | GTD    | 86  | Meyer Shank Racing avec Curb Agajanian | Katherine Legge       | 1 min 19 s 933 | + 0 s 616 | 8     |
| 27   | GTD    | 96  | Turner Motorsport                      | Dillon Machavern      | 1 min 20 s 339 | + 1 s 022 | 9     |
| 28   | GTD    | 93  | Meyer Shank Racing avec Curb Agajanian | Justin Marks          | 1 min 20 s 477 | + 1 s 160 | 5     |
| 29   | GTD    | 58  | Wright Motorsports                     | Christina Nielsen     | 1 min 20 s 748 | + 1 s 431 | 7     |
| 30   | GTD    | 63  | Scuderia Corsa                         | Cooper MacNeil        | 1 min 20 s 846 | + 1 s 529 | 11    |
| 31   | GTD    | 16  | Wright Motorsports                     | Michael Schein        | 1 min 21 s 043 | + 1 s 726 | 10    |
| 32   | GTD    | 33  | Mercedes-AMG Team Riley Motorsports    | Ben Keating           | 1 min 21 s 244 | + 1 s 927 | 8     |
| 33   | GTD    | 44  | Magnus Racing                          | John Potter           | 1 min 21 s 379 | + 2 s 062 | 8     |
| 34   | GTD    | 75  | SunEnergy1 Racing                      | Kenny Habul           | 1 min 21 s 733 | + 2 s 416 | 8     |

## Course

### Classement de la course
- Les vainqueurs de chaque catégorie sont signalés par un fond jauni.
- Pour la colonne Pneus, il faut passer le curseur au-dessus du modèle pour connaître le manufacturier de pneumatiques.

| Pos | Classe | no  | Écurie                                 | Pilotes                                  | Châssis                        | Pneus | Tours | Temps               |
| Pos | Classe | no  | Écurie                                 | Pilotes                                  | Moteur                         | Pneus | Tours | Temps               |
| --- | ------ | --- | -------------------------------------- | ---------------------------------------- | ------------------------------ | ----- | ----- | ------------------- |
| 1   | P      | 7   | Acura Team Penske                      | Hélio Castroneves Ricky Taylor           | Acura ARX-05                   | C     | 125   | 2 h 40 min 59 s 579 |
| 1   | P      | 7   | Acura Team Penske                      | Hélio Castroneves Ricky Taylor           | Acura AR35TT 3,5 l V6 Turbo    | C     | 125   | 2 h 40 min 59 s 579 |
| 2   | P      | 6   | Acura Team Penske                      | Dane Cameron Juan Pablo Montoya          | Acura ARX-05                   | C     | 125   | +8 s 464            |
| 2   | P      | 6   | Acura Team Penske                      | Dane Cameron Juan Pablo Montoya          | Acura AR35TT 3,5 l V6 Turbo    | C     | 125   | +8 s 464            |
| 3   | P      | 77  | Mazda Team Joest                       | Oliver Jarvis Tristan Nunez              | Mazda RT24-P                   | C     | 125   | + 26 s 774          |
| 3   | P      | 77  | Mazda Team Joest                       | Oliver Jarvis Tristan Nunez              | Mazda MZ-2.0T 2,0 l I4 Turbo   | C     | 125   | + 26 s 774          |
| 4   | P      | 5   | Mustang Sampling Racing                | Filipe Albuquerque João Barbosa          | Cadillac DPi-V.R               | C     | 125   | + 56 s 826          |
| 4   | P      | 5   | Mustang Sampling Racing                | Filipe Albuquerque João Barbosa          | Cadillac 5,5 l V8 Atmo         | C     | 125   | + 56 s 826          |
| 5   | P      | 10  | Konica Minolta Cadillac DPi-V.R        | Jordan Taylor Renger van der Zande       | Cadillac DPi-V.R               | C     | 125   | + 57 s 825          |
| 5   | P      | 10  | Konica Minolta Cadillac DPi-V.R        | Jordan Taylor Renger van der Zande       | Cadillac 5,5 l V8 Atmo         | C     | 125   | + 57 s 825          |
| 6   | P      | 52  | AFS/PR1 Mathiasen Motorsports          | Sebastián Saavedra Gustavo Yacamán       | Ligier JS P217                 | C     | 125   | + 1 min 13 s 876    |
| 6   | P      | 52  | AFS/PR1 Mathiasen Motorsports          | Sebastián Saavedra Gustavo Yacamán       | Gibson GK428 4,2 l V8 Atmo     | C     | 125   | + 1 min 13 s 876    |
| 7   | P      | 99  | JDC Miller Motorsports                 | Mikhail Goikhberg Stephen Simpson        | Oreca 07                       | C     | 125   | +1 min 15 s 636     |
| 7   | P      | 99  | JDC Miller Motorsports                 | Mikhail Goikhberg Stephen Simpson        | Gibson GK428 4,2 l V8 Atmo     | C     | 125   | +1 min 15 s 636     |
| 8   | P      | 31  | Whelen Engineering Racing              | Eric Curran Felipe Nasr                  | Cadillac DPi-V.R               | C     | 124   | + 1 tour            |
| 8   | P      | 31  | Whelen Engineering Racing              | Eric Curran Felipe Nasr                  | Cadillac 5,5 l V8 Atmo         | C     | 124   | + 1 tour            |
| 9   | P      | 22  | Tequila Patrón ESM                     | Pipo Derani Johannes van Overbeek        | Nissan Onroak DPi              | C     | 124   | + 1 tour            |
| 9   | P      | 22  | Tequila Patrón ESM                     | Pipo Derani Johannes van Overbeek        | Nissan VR38DETT 3,8 l V6 Turbo | C     | 124   | + 1 tour            |
| 10  | P      | 2   | Tequila Patrón ESM                     | Ryan Dalziel Scott Sharp                 | Nissan Onroak DPi              | C     | 123   | + 2 tours           |
| 10  | P      | 2   | Tequila Patrón ESM                     | Ryan Dalziel Scott Sharp                 | Nissan VR38DETT 3,8 l V6 Turbo | C     | 123   | + 2 tours           |
| 11  | P      | 38  | Performance Tech Motorsports           | James French Kyle Masson                 | Oreca 07                       | C     | 123   | + 2 tours           |
| 11  | P      | 38  | Performance Tech Motorsports           | James French Kyle Masson                 | Gibson GK428 4,2 l V8 Atmo     | C     | 123   | + 2 tours           |
| 12  | P      | 85  | JDC Miller Motorsports                 | Robert Alon Simon Trummer                | Oreca 07                       | C     | 123   | + 2 tours           |
| 12  | P      | 85  | JDC Miller Motorsports                 | Robert Alon Simon Trummer                | Gibson GK428 4,2 l V8 Atmo     | C     | 123   | + 2 tours           |
| 13  | P      | 54  | CORE Autosport                         | Jon Bennett Colin Braun                  | Oreca 07                       | C     | 123   | + 2 tours           |
| 13  | P      | 54  | CORE Autosport                         | Jon Bennett Colin Braun                  | Gibson GK428 4,2 l V8 Atmo     | C     | 123   | + 2 tours           |
| 14  | GTLM   | 912 | Porsche GT Team                        | Earl Bamber Laurens Vanthoor             | Porsche 911 RSR                | M     | 118   | + 7 tours           |
| 14  | GTLM   | 912 | Porsche GT Team                        | Earl Bamber Laurens Vanthoor             | Porsche 4,0 l Flat-6 Atmo      | M     | 118   | + 7 tours           |
| 15  | GTLM   | 25  | BMW Team RLL                           | Connor De Phillippi Alexander Sims       | BMW M8 GTE                     | M     | 118   | + 7 tours           |
| 15  | GTLM   | 25  | BMW Team RLL                           | Connor De Phillippi Alexander Sims       | BMW S63 4.0 L V8 Bi-Turbo      | M     | 118   | + 7 tours           |
| 16  | GTLM   | 3   | Corvette Racing                        | Antonio García Jan Magnussen             | Chevrolet Corvette C7.R        | M     | 118   | + 7 tours           |
| 16  | GTLM   | 3   | Corvette Racing                        | Antonio García Jan Magnussen             | Chevrolet LT 5,5 l V8 Atmo     | M     | 118   | + 7 tours           |
| 17  | GTLM   | 66  | Ford Chip Ganassi Racing               | Joey Hand Dirk Müller                    | Ford GT                        | M     | 118   | + 7 tours           |
| 17  | GTLM   | 66  | Ford Chip Ganassi Racing               | Joey Hand Dirk Müller                    | Ford EcoBoost 3.5 L V6 Turbo   | M     | 118   | + 7 tours           |
| 18  | GTLM   | 67  | Ford Chip Ganassi Racing               | Ryan Briscoe Richard Westbrook           | Ford GT                        | M     | 118   | + 7 tours           |
| 18  | GTLM   | 67  | Ford Chip Ganassi Racing               | Ryan Briscoe Richard Westbrook           | Ford EcoBoost 3.5 L V6 Turbo   | M     | 118   | + 7 tours           |
| 19  | GTLM   | 911 | Porsche GT Team                        | Patrick Pilet Nick Tandy                 | Porsche 911 RSR                | M     | 118   | + 7 tours           |
| 19  | GTLM   | 911 | Porsche GT Team                        | Patrick Pilet Nick Tandy                 | Porsche 4,0 l Flat-6 Atmo      | M     | 118   | + 7 tours           |
| 20  | GTLM   | 24  | BMW Team RLL                           | John Edwards Jesse Krohn                 | BMW M8 GTE                     | M     | 118   | + 7 tours           |
| 20  | GTLM   | 24  | BMW Team RLL                           | John Edwards Jesse Krohn                 | BMW S63 4.0 L V8 Bi-Turbo      | M     | 118   | + 7 tours           |
| 21  | GTLM   | 4   | Corvette Racing                        | Oliver Gavin Tommy Milner                | Chevrolet Corvette C7.R        | M     | 118   | + 7 tours           |
| 21  | GTLM   | 4   | Corvette Racing                        | Oliver Gavin Tommy Milner                | Chevrolet LT 5,5 l V8          | M     | 118   | + 7 tours           |
| 22  | GTD    | 14  | 3GT Racing                             | Dominik Baumann Kyle Marcelli            | Lexus RC F GT3                 | C     | 116   | + 9 tours           |
| 22  | GTD    | 14  | 3GT Racing                             | Dominik Baumann Kyle Marcelli            | Lexus 5.0 L V8                 | C     | 116   | + 9 tours           |
| 23  | GTD    | 86  | Meyer Shank Racing avec Curb Agajanian | Katherine Legge Álvaro Parente           | Acura NSX GT3                  | C     | 116   | + 9 tours           |
| 23  | GTD    | 86  | Meyer Shank Racing avec Curb Agajanian | Katherine Legge Álvaro Parente           | Acura 3.5 L V6 Turbo           | C     | 116   | + 9 tours           |
| 24  | GTD    | 48  | Paul Miller Racing                     | Bryan Sellers Madison Snow               | Lamborghini Huracán GT3        | C     | 116   | + 9 tours           |
| 24  | GTD    | 48  | Paul Miller Racing                     | Bryan Sellers Madison Snow               | Lamborghini 5.2 L V10          | C     | 116   | + 9 tours           |
| 25  | GTD    | 15  | 3GT Racing                             | Jack Hawksworth David Heinemeier Hansson | Lexus RC F GT3                 | C     | 116   | + 9 tours           |
| 25  | GTD    | 15  | 3GT Racing                             | Jack Hawksworth David Heinemeier Hansson | Lexus 5.0 L V8                 | C     | 116   | + 9 tours           |
| 26  | GTD    | 93  | Meyer Shank Racing avec Curb Agajanian | Lawson Aschenbach Justin Marks           | Acura NSX GT3                  | C     | 116   | + 9 tours           |
| 26  | GTD    | 93  | Meyer Shank Racing avec Curb Agajanian | Lawson Aschenbach Justin Marks           | Acura 3.5 L V6 Turbo           | C     | 116   | + 9 tours           |
| 27  | GTD    | 96  | Turner Motorsport                      | Dillon Machavern Bill Auberlen           | BMW M6 GT3                     | C     | 115   | + 10 tours          |
| 27  | GTD    | 96  | Turner Motorsport                      | Dillon Machavern Bill Auberlen           | BMW 4.4 L V8 Turbo             | C     | 115   | + 10 tours          |
| 28  | GTD    | 58  | Wright Motorsports                     | Patrick Long Christina Nielsen           | Porsche 911 GT3 R              | C     | 115   | + 10 tours          |
| 28  | GTD    | 58  | Wright Motorsports                     | Patrick Long Christina Nielsen           | Porsche 4.0 L Flat-6           | C     | 115   | + 10 tours          |
| 29  | GTD    | 63  | Scuderia Corsa                         | Alessandro Balzan Cooper MacNeil         | Ferrari 488 GT3                | C     | 115   | + 10 tours          |
| 29  | GTD    | 63  | Scuderia Corsa                         | Alessandro Balzan Cooper MacNeil         | Ferrari F154CB 3.9 L V8 Turbo  | C     | 115   | + 10 tours          |
| 30  | GTD    | 33  | Mercedes-AMG Team Riley Motorsports    | Jeroen Bleekemolen Ben Keating           | Mercedes-AMG GT3               | C     | 115   | + 10 tours          |
| 30  | GTD    | 33  | Mercedes-AMG Team Riley Motorsports    | Jeroen Bleekemolen Ben Keating           | Mercedes-AMG M159 6.2 L V8     | C     | 115   | + 10 tours          |
| 31  | GTD    | 44  | Magnus Racing                          | Andy Lally John Potter                   | Audi R8 LMS                    | C     | 115   | + 10 tours          |
| 31  | GTD    | 44  | Magnus Racing                          | Andy Lally John Potter                   | Audi 5.2 L V10                 | C     | 115   | + 10 tours          |
| 32  | GTD    | 16  | Wright Motorsports                     | Michael Schein Wolf Henzler              | Porsche 911 GT3 R              | C     | 113   | + 12 tours          |
| 32  | GTD    | 16  | Wright Motorsports                     | Michael Schein Wolf Henzler              | Porsche 4.0 L Flat-6           | C     | 113   | + 12 tours          |
| 33  | GTD    | 75  | SunEnergy1 Racing                      | Kenny Habul Maro Engel                   | Mercedes-AMG GT3               | C     | 99    | + 26 tours          |
| 33  | GTD    | 75  | SunEnergy1 Racing                      | Kenny Habul Maro Engel                   | Mercedes-AMG M159 6.2 L V8     | C     | 99    | + 26 tours          |
| Abd | P      | 55  | Mazda Team Joest                       | Jonathan Bomarito Spencer Pigot          | Mazda RT24-P                   | C     | 73    |                     |
| Abd | P      | 55  | Mazda Team Joest                       | Jonathan Bomarito Spencer Pigot          | Mazda MZ-2.0T 2.0 L I4 Turbo   | C     | 73    |                     |

## Pole position et record du tour
- Pole position :  Hélio Castroneves (#7 Acura Team Penske) en 1 min 11 s 837
- Meilleur tour en course :  Stephen Simpson (#99 JDC Miller Motorsports) en 1 min 13 s 832 au 98e tour.

## Tours en tête
- no 7 Acura ARX-05 - Acura Team Penske : 87 tours (1-35 / 71-90 / 94-125)[9]
- no 6 Acura ARX-05 - Acura Team Penske : 38 tours (36-70 / 91-93)

## À noter
- Longueur du circuit : 3,634 km
- Vitesse maximale enregistrée : 278,379 km/h en course (Oreca 07 no 38) et 277,792 km/h en qualification (Oreca 07 no 99)
- Distance parcourue par les vainqueurs : 454,24 km